# Messina Football Club (1922)
Il Messina Football Club è stata una società calcistica italiana della città di Messina, attiva nel biennio 1922-1924.

## Storia
La società venne fondata il 28 novembre 1922, presso il Bar Irrera di Messina, assumendo la denominazione del primo storico club calcistico della città, il Messina Football Club, fondato nel 1900 e rimasto in vita fino al 1910. Il nuovo sodalizio venne creato per contrastare il primato calcistico di Palermo a livello regionale, unendo le forze di tre società preesistenti: l'Unione Sportiva Messinese, la Società Sportiva Umberto I (che avevano già operato una prima fusione e che verranno rifondate dopo breve tempo) e la sezione calcistica del Messina Sporting Club.
La squadra affrontò il campionato di Prima Divisione 1922-1923, chiudendo al primo posto in classifica. Tuttavia, il proprio girone regionale del torneo fu annullato, per irregolarità negli accordi fra le società nella definizione del calendario ufficiale; la Lega Sud ne dispose la ripetizione, obbligando le squadre a giocare un girone di sola andata con partite uniche in campo neutro. Nella ripetizione, il Messina chiuse al secondo posto dietro la Libertas di Palermo. Stesso piazzamento anche nella stagione successiva, questa volta alle spalle del Palermo, ma solo dopo essere uscito sconfitto dallo spareggio con questi, disputatosi il 9 marzo 1924 in terra amica e decisivo per accedere alle semifinali interregionali.
Il Messina Football Club si sciolse definitivamente nel dicembre a venire - dopo sole due stagioni sportive - e gran parte della rosa della squadra andò a militare nell'Unione Sportiva Messinese, che intanto era stata rifondata nel 1923.

## Allenatori e presidenti
La squadra fu allenata da Giovanni Stracuzzi. Presidente fu Augusto Salvato, già portiere della Ginnastica Garibaldi.